# Franciacorta

Karta över Franciacorta.

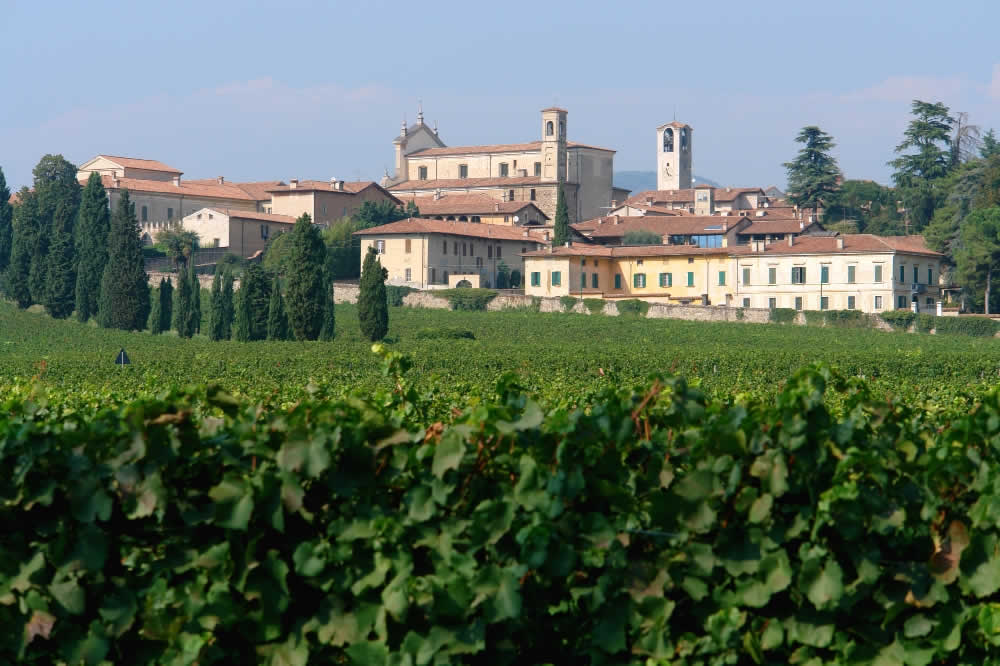
Vingård i Erbusco.

Franciacorta är en historisk region i Lombardiet i norra Italien känd för sin vinproduktion. Den ligger i dagens Brescia-provins söder om Iseosjön, öster om floden Oglio och nordväst om staden Brescia. I regionen är följande orter belägna: Adro, Capriolo, Castegnato, Cazzago San Martino, Cellatica, Coccaglio, Cologne, Corte Franca, Erbusco, Gussago, Iseo, Monticelli Brusati, Ome, Paderno Franciacorta, Paratico, Passirano, Provaglio d'Iseo, Rodengo-Saiano och Rovato.
Franciacorta är känd för sina utmärkta mousserande viner som görs enligt den traditionella metoden. Druvorna är huvudsakligen Chardonnay, Pinot Bianco och Pinot Nero. Sedan 1995 har de skyddats som Denominazione di origine controllata e garantita (DOCG). Från 1967 har vinproduktionen i regionen haft status som Denominazione di origine controllata (DOP) och inkluderar då även röda och vita stilla viner. De vita är ofta gjorda på druvor som Chardonnay och Pinot Bianco och de röda på Cabernet Franc, Cabernet Sauvignon och Merlot, med mindre mängder Nebbiolo och Barbera.